# Struga Goleniowska

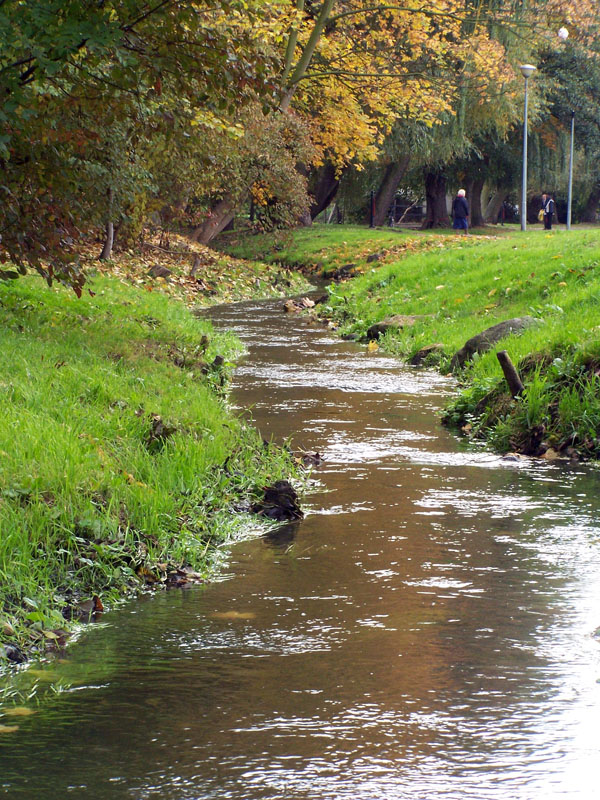
Struga Goleniowska przepływająca wzdłuż Plantów

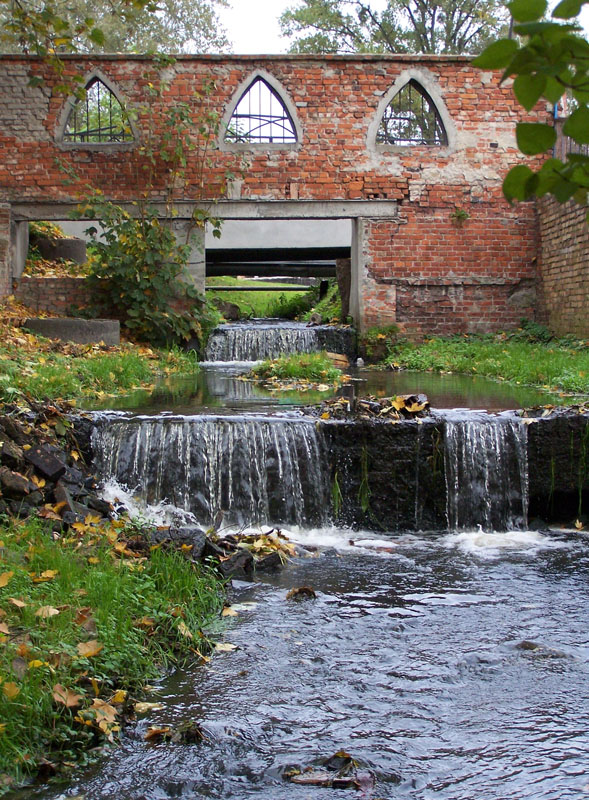
ul. Puszkina

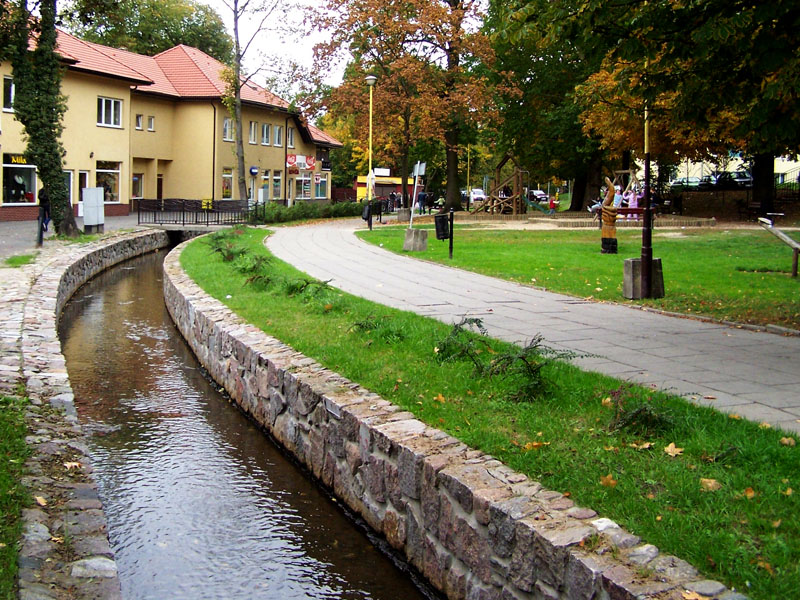
ul. Kościuszki

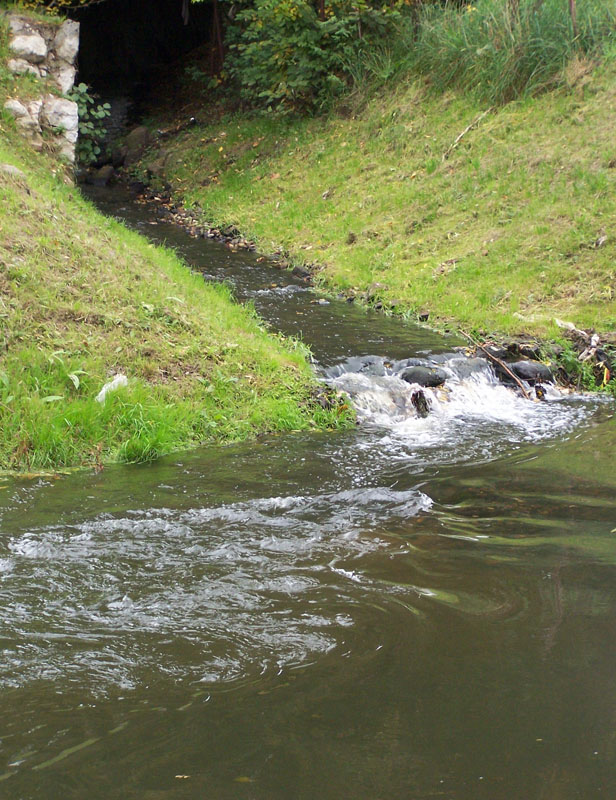
Struga wpadająca do Iny

Struga Goleniowska (zwana także Strumykiem Goleniowskim albo Smródką), jedna z trzech rzek przepływających przez miasto Goleniów w woj. zachodniopomorskim. Struga Goleniowa wpada do rzeki Iny w pobliżu mostu na ul. Szczecińskiej.
Przez tę okolicę przepływają jeszcze dwie rzeki: Ina (129,1 km – największa rzeka Goleniowa) oraz Wiśniówka. Dawniej Struga zasilała fosę znajdująca się przy murach miejskich. Pobliskimi, znaczącymi dopływami Iny są również Mała Ina i Krąpiel, które uchodzą do Iny w okolicach Stargardu (nie przepływają przez Goleniów).

## Historia nazwy
Struga Goleniowska jedną ze swych nazw (Smródka) zawdzięcza temu, iż kilka lat temu woda w nim płynąca wydzielała fetor, który powodowany był odprowadzaniem do rzeki ścieków z zakładu karnego, POMetu i betoniarni. Nieoczyszczone ścieki (w połączeniu ze ściekami bytowymi z domów przy ul. Bohaterów Warszawy i ul. Pocztowej) trafiały do Strugi Marszewskiej, a trochę dalej do Strugi Goleniowskiej.

## Trasa Strumyka
Długość Strumyka wynosi ok. 4,9 km. Rozpoczyna się rurociągiem drenarskim o średnicy 0,3 m, zbierającym wodę z sieci drenarskiej wsi Budno. Dalsza trasa prowadzi wzdłuż linii kolejowej Goleniów – Kołobrzeg, przez niewielkie stawy hodowlane, przepływając również pod linią kolejową Goleniów – Świnoujście. Następnie płynie przez ogródki działkowe przy ul. Bohaterów Warszawy, gdzie wpada do niego Struga Marszewska. Obok Netto przechodzi pod mostem na ul. Szkolnej, a następnie płynie obok ul. Partyzantów i pod mostem na ul. Puszkina. W przeszłości w tym miejscu spiętrzona woda Strumyka napędzała turbiny młyna. Dalsza Strumyk płynie wzdłuż Plantów, przepływa pod ul. Konstytucji 3 Maja i płynąc obok pasażu przy ul. Kościuszki wpada do Iny.

## Dane techniczne
Strumyk Goleniowski już od początku ma bardzo duży spadek dna, wynoszący od 0,4-7 promila, czyli 7 m wysokości na 1000 m długości. Tak duży spadek powoduje, że płynąca szybko woda podmywa skarpy i niszczy je. Aby temu zapobiec wybudowano bystrotoki z umocnionym betonowymi płytami dnem, przez co spadek wynosi nawet 66 promili na 12 metrach. Maksymalny przepływ wody wynosi 0,62 m³/sek. Do strumyka wpada 29 rowów, wybudowane są 3 zastawki służące do spiętrzania wody, 11 przepustów i 5 mostów. Głębokość Strumyka wynosi od 0,68-1,39 m, a pod nim zalega warstwa torfu o miąższości 1,5-3 m.

## Znaczenie Strumyka

### Historyczne
Ponieważ trasa Strumyka od ul. Puszkina wiedzie wzdłuż murów miejskich Goleniowa, przypuszcza się, że pełnił on rolę naturalnej miejskiej fosy. Gdy poziom wody był znacznie wyższy niż dziś, zalewała teren podmokłych łąk (dzisiejsze Planty), co utrudniało zdobycie grodu przez najeźdźców. Od strony południowo-zachodniej taką przeszkodą trudną do pokonania była rzeka Ina.

### Obecne
W dolinie Strumyka, obok stawów hodowlanych, znajdują się studnie głębinowe, będące dla Goleniowa źródłem zaopatrzenia w wodę. Niebezpieczeństwo zatrucia wody stanowiły opakowania po agrochemikaliach stosowanych w rolnicwie, które składowane były w (mogilnikach) nieopodal Strumyka. Po kontroli Państwowej Inspekcji Sanitarnej, agrochemikalia zostały wywiezione, a mogilnik zlikwidowany.
Na przełomie lat 2003–2004 zostały wyremontowane brzegi Stugi na odcinku od mostu na ul. Konstytucji 3 Maja do pensjonatu Graff. Dzięki temu zaniedbany Strumyk zyskał wysokie walory krajobrazowe. Podczas renowacji ze Strugi usunięto m.in. butelki, płyty chodnikowe, połamane parasole, niesprawne odkurzacze, a nawet fotel.
Rzeczka, podobnie jak inne cieki tej wielkości (małe dopływy), mogłaby pełnić ważną rolę naturalnego tarliska dla ryb, takich jak występujące w Inie szczupaki czy trocie wędrowne. Niestety ryby, które zapuszczą się do Strugi mają do dyspozycji jedynie b. krótki, parusetmetrowy odcinek, po którym natrafiają na wysokie spiętrzenie, którego nie są w stanie sforsować. Zgromadzone pod spiętrzeniem ryby łatwo padają łupem kłusowników – los ten spotkał choćby sporą ilość szczupaków wiosną 2005 roku. Obecnie (2008 rok) przy ujściu strumienia do rzeki Iny zaobserwować można bobry.
W czasie srogich zim spiętrzenie wody na wysokości pensjonatu Graff zamarza, tworząc ścianę lodu, która jest nie lada atrakcją w mieście. Ostatnio takie zjawisko nastąpiło na początku roku 2009 w czasie zimy temperatura spadła poniżej -20 °C.